# Jizbice
Jizbice jsou obec v okrese Nymburk ve Středočeském kraji. Leží devět kilometrů severozápadně od Nymburku, součást Mikroregionu Nymbursko. Jejich katastrální území má rozlohu 531 hektarů a žije zde 391 obyvatel.

## Historie
První písemná zmínka o obci pochází z roku 1223.

## Obyvatelstvo
| Rok            | 1869 | 1880 | 1890 | 1900 | 1910 | 1921 | 1930 | 1950 | 1961 | 1970 | 1980 | 1991 | 2001 | 2011 | 2021 |
| -------------- | ---- | ---- | ---- | ---- | ---- | ---- | ---- | ---- | ---- | ---- | ---- | ---- | ---- | ---- | ---- |
| Počet obyvatel | 369  | 490  | 503  | 497  | 504  | 486  | 479  | 437  | 444  | 412  | 331  | 293  | 289  | 326  | 375  |
| Počet domů     | 58   | 84   | 87   | 91   | 103  | 111  | 121  | 135  | 137  | 131  | 108  | 143  | 166  | 178  | 196  |

## Obecní správa

### Územněsprávní začlenění
Dějiny územněsprávního začleňování zahrnují období od roku 1850 do současnosti. V chronologickém přehledu je uvedena územně administrativní příslušnost obce v roce, kdy ke změně došlo:
- 1850 země česká, kraj Jičín, politický i soudní okres Nymburk[8]
- 1855 země česká, kraj Mladá Boleslav, soudní okres Nymburk
- 1868 země česká, politický okres Poděbrady, soudní okres Nymburk
- 1936 země česká, politický i soudní okres Nymburk[9]
- 1939 země česká, Oberlandrat Kolín, politický i soudní okres Nymburk[10]
- 1942 země česká, Oberlandrat Hradec Králové, politický i soudní okres Nymburk[11]
- 1945 země česká, správní i soudní okres Nymburk[12]
- 1949 Pražský kraj, okres Nymburk[13]
- 1960 Středočeský kraj, okres Nymburk
- 2003 Středočeský kraj, okres Nymburk, obec s rozšířenou působností Nymburk

### Části obce
- Jizbice
- Zavadilka

## Doprava
Dopravní síť
- Pozemní komunikace – Obcí prochází silnice I/38 Kolín - Nymburk - Mladá Boleslav.

- Železnice – Železniční trať ani stanice na území obce nejsou. Nejbližší železniční zastávkou jsou Všejany ve vzdálenosti 2,5 kilometru ležící na trati 071 vedoucí z Nymburka do Mladé Boleslavi.

Veřejná doprava 2025
- Autobusová doprava – Přímo v obci autobusovou zastávku nenajdeme, nachází se buď v části Zavadilka, anebo na silnici I/38 na křižovatce se silnicí vedoucí do obce. Na obou zmiňovaných zastávkách staví autobusová linka 436 v trase Nymburk hl. nádr. - Všechlapy - Krchleby - Jizbice, hl. sil. - Jizbice, Zavadilka - Vlkava, náves - Čachovice - Lipník.